# 阿富汗酋长国
阿富汗酋长国，是位于中亚和南亚交界处的一个酋长国，其领土今属阿富汗。

## 历史
1823年，巴拉克宰王朝创始人多斯特·穆罕默德汗领导军队在喀布尔战胜了杜兰尼王朝军，使得阿富汗完全脱离杜兰尼王朝的统治，阿富汗酋长国建立。阿富汗酋长国的历史与英国和沙俄紧密相关，该国一直是英国与沙俄在中亚进行“大博弈”的中心地带。
英国人考虑到，在已经完成高度扩张的俄罗斯帝国继续进军时，阿富汗将成其入侵印度的跳板。因此在1838年，英国发动第一次英阿战争，以图扶植舒贾·沙阿傀儡政权阻碍俄国人，此政权靠英军大力支持。英军占领喀布尔后，阿富汗群众不断地攻击英国人，终于在1842年，英国驻军以对方保证安全通行为条件，同意撤出喀布尔。约4500名英军与12,000名随员之队伍，其中包括很多妇女与儿童，在撤退时遭受一连串袭击，只有数十人生还抵达印度。至此，第一次英阿战争以英军狼狈撤退告终。
1878年，阿富汗局势再度紧张。英国要求阿富汗统治者希尔·阿里汗接受一个英国代表团的造访，但是该代表团后被遣返，英国派军队前去报复，引发了第二次英阿战争。这次战争中，英国和上一次一样损失惨重，1881年，英军再度撤出喀布尔。不过，阿富汗统治者阿布杜尔·拉赫曼汗以协助保护王位为条件，同意英国掌管阿富汗的外交。1908年，为在歐洲应对共同的敌人德意志帝国，英俄签署英俄条约，规定了阿富汗的边界。
1917年，沙俄爆发十月革命，英俄条约名存实亡，大博弈第二阶段开始。1919年，第三次英阿战争爆发，以阿富汗统治者哈比布拉汗被杀告终，哈比布拉汗的继承者阿曼诺拉汗宣布阿富汗酋长国完全独立，并开始袭击英属印度，但斩获甚微。这场政治僵局以1919年的《拉瓦尔品第和约》告终。英国收回在阿富汗的外交主权，宣告阿富汗酋长国成为一个主权独立国家。
1921年5月，阿富汗酋长国与苏俄的关系见好，英国在阿富汗的影响则呈下降趋势。但是，由于领土争端，苏阿关系也变得游移不定。苏俄极力要从友好条约中捞取尽可能多的好处，远远超过了阿曼诺拉汗所愿意给予的程度。英国的政策随着《苏阿友好条约》的签订而做出了一系列微小的调整。英国惧怕阿富汗从其势力范围中脱离出去，并意识到了阿富汗酋长国的政策是控制“杜兰线”两侧的全部使用普什图语的地区，建立一个“大阿富汗”。1923年，阿曼诺拉汗开始采用“国王”的称号，并接纳从苏联出逃的穆斯林难民和从印度出逃的民族主义者。1926年，阿曼诺拉汗正式改称“国王”（沙阿），阿富汗王国建立。
1929年2月，阿曼诺拉汗政权被推翻，塔吉克人哈比布拉·卡拉卡尼上台。早前被流放的阿富汗指挥官穆罕默德·纳迪尔汗在英国的军事支持下返回阿富汗，组织了一支军队进攻喀布尔，几经挫折，终于在1929年10月13日攻占喀布尔，随后洗劫了这座城市。11月1日，哈比布拉·卡拉卡尼被吊死，纳迪尔·汗登上了阿富汗王位，称纳迪尔沙，阿富汗酋长国在阿富汗的余威彻底结束。

## 国旗

阿富汗酋长国国旗（1880年－1901年）
阿富汗酋长国国旗（1901年－1919年）
阿富汗酋长国国旗（1919年－1921年）
阿富汗酋长国国旗（1921年－1926年）

## 历任埃米尔

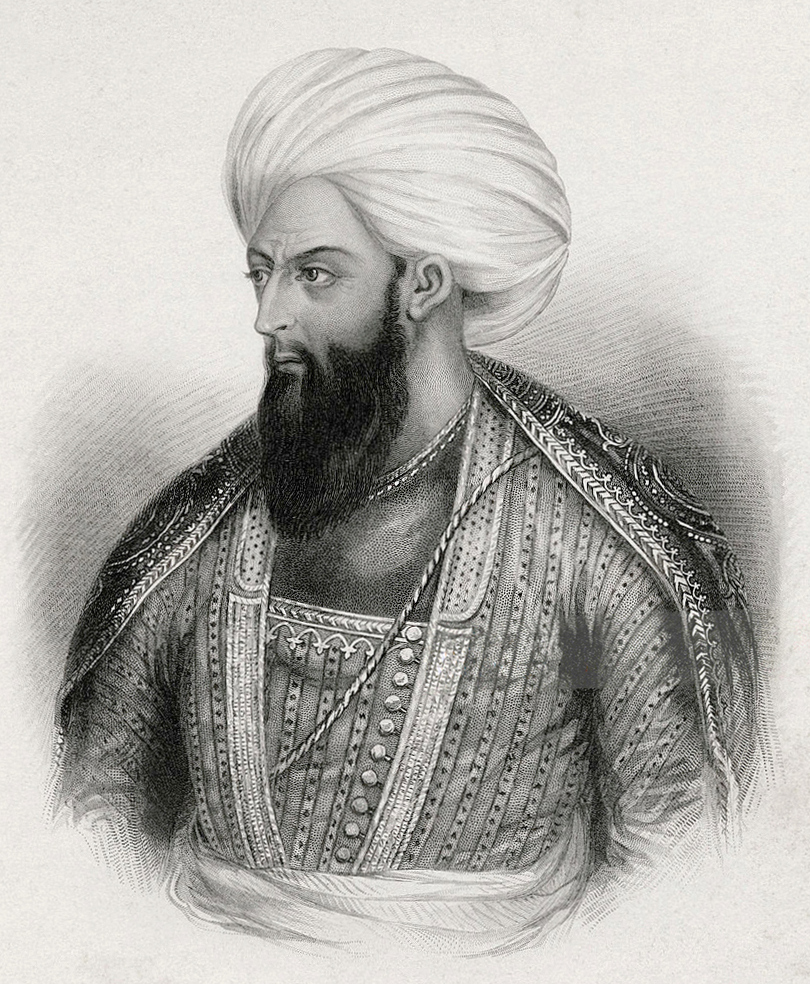
多斯特·穆罕默德汗
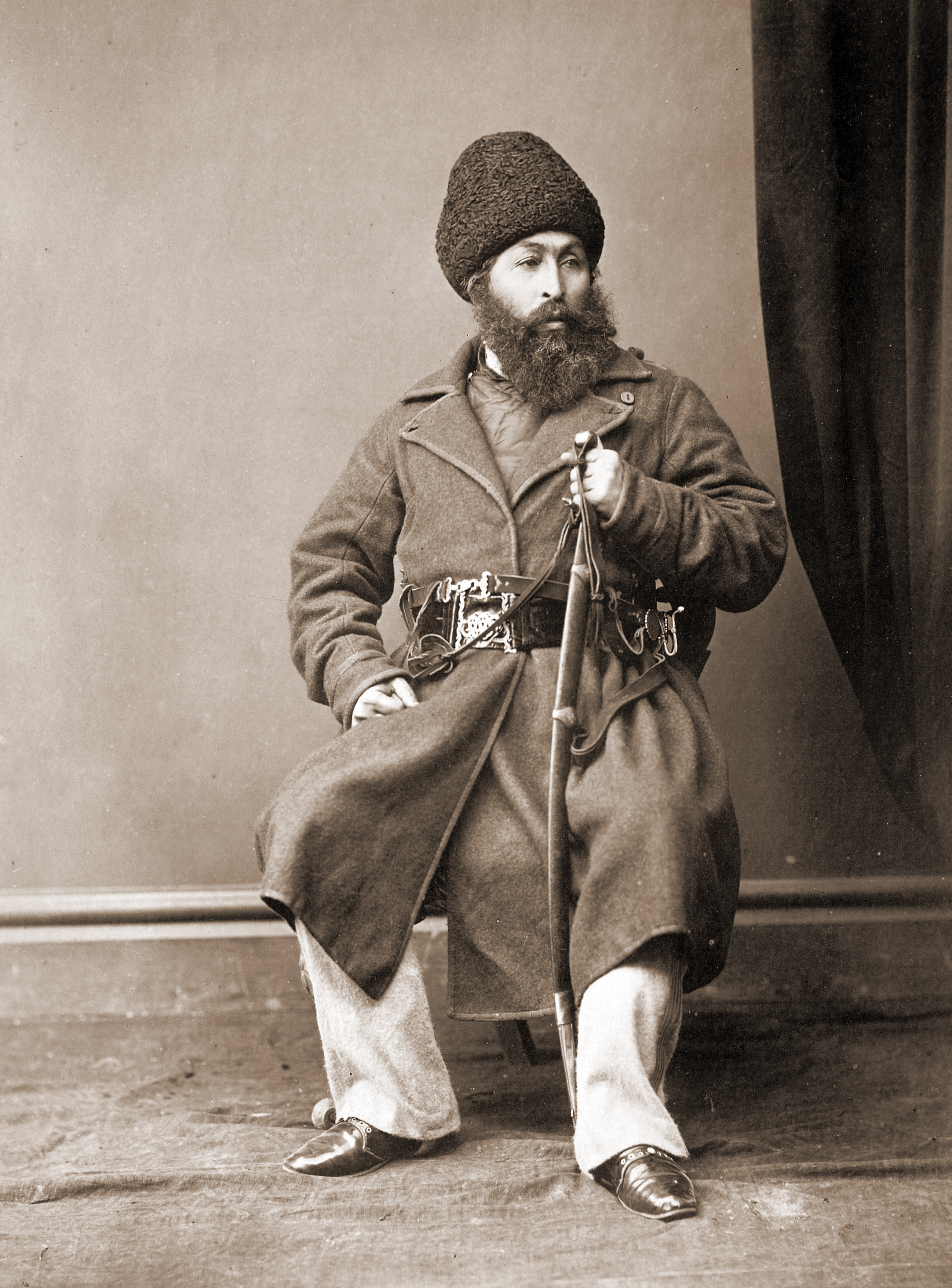
希尔·阿里汗
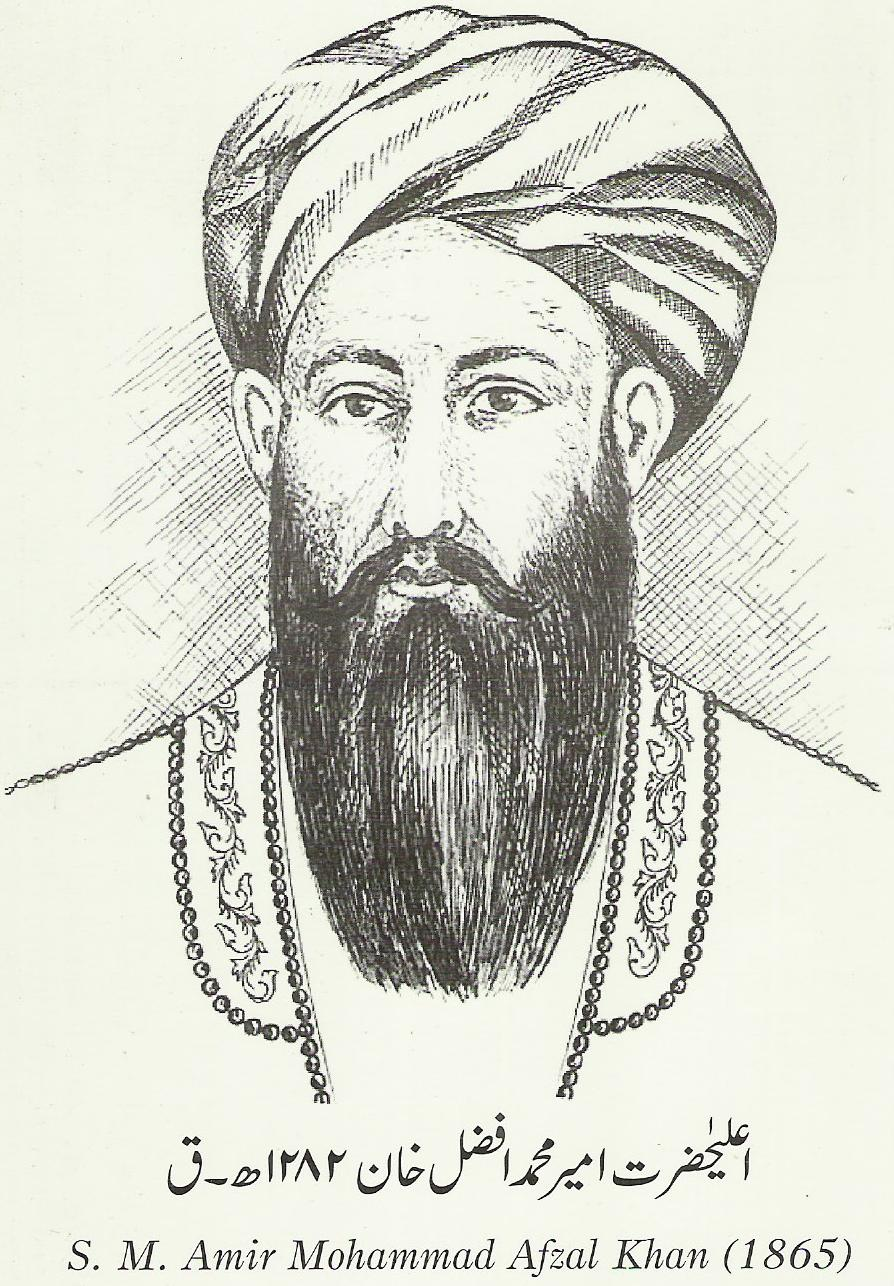
穆罕默德·阿夫扎尔汗
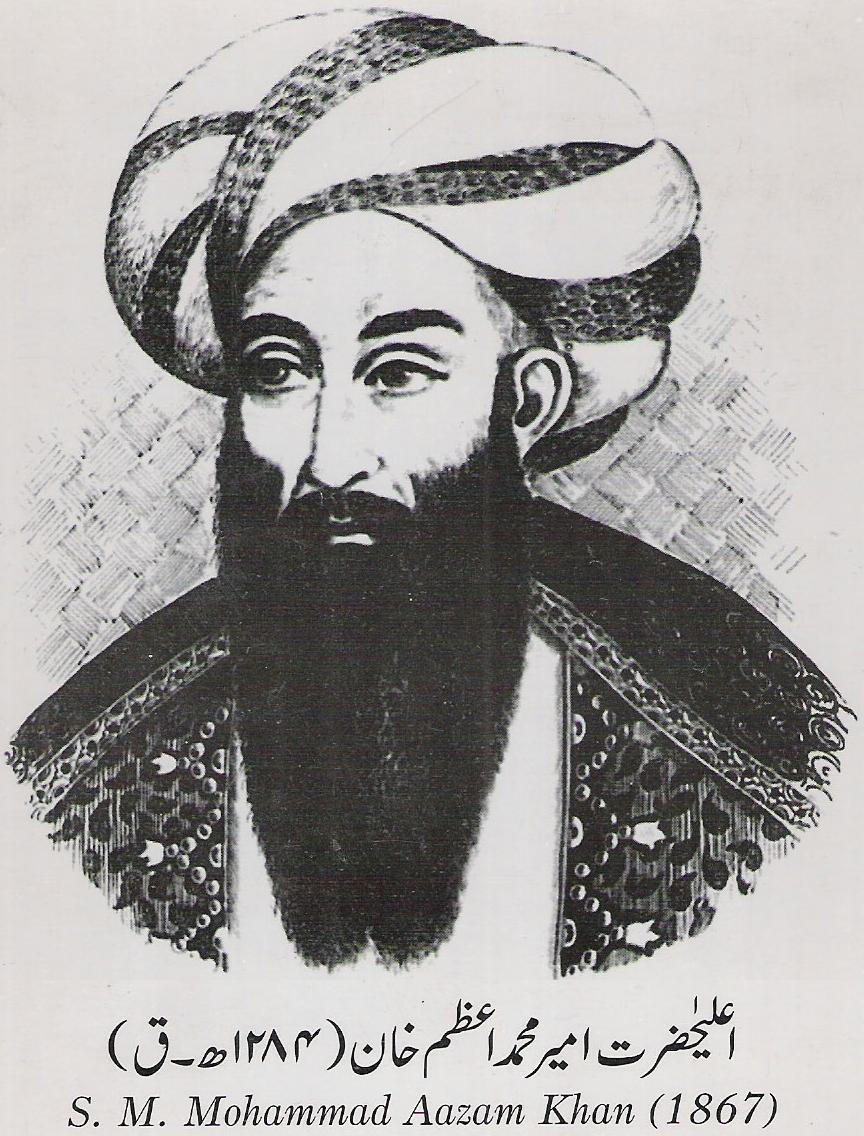
穆罕默德·阿萨汗
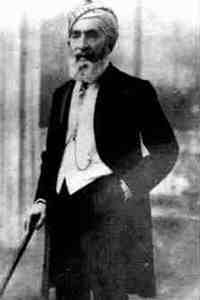
穆罕默德·雅库布汗
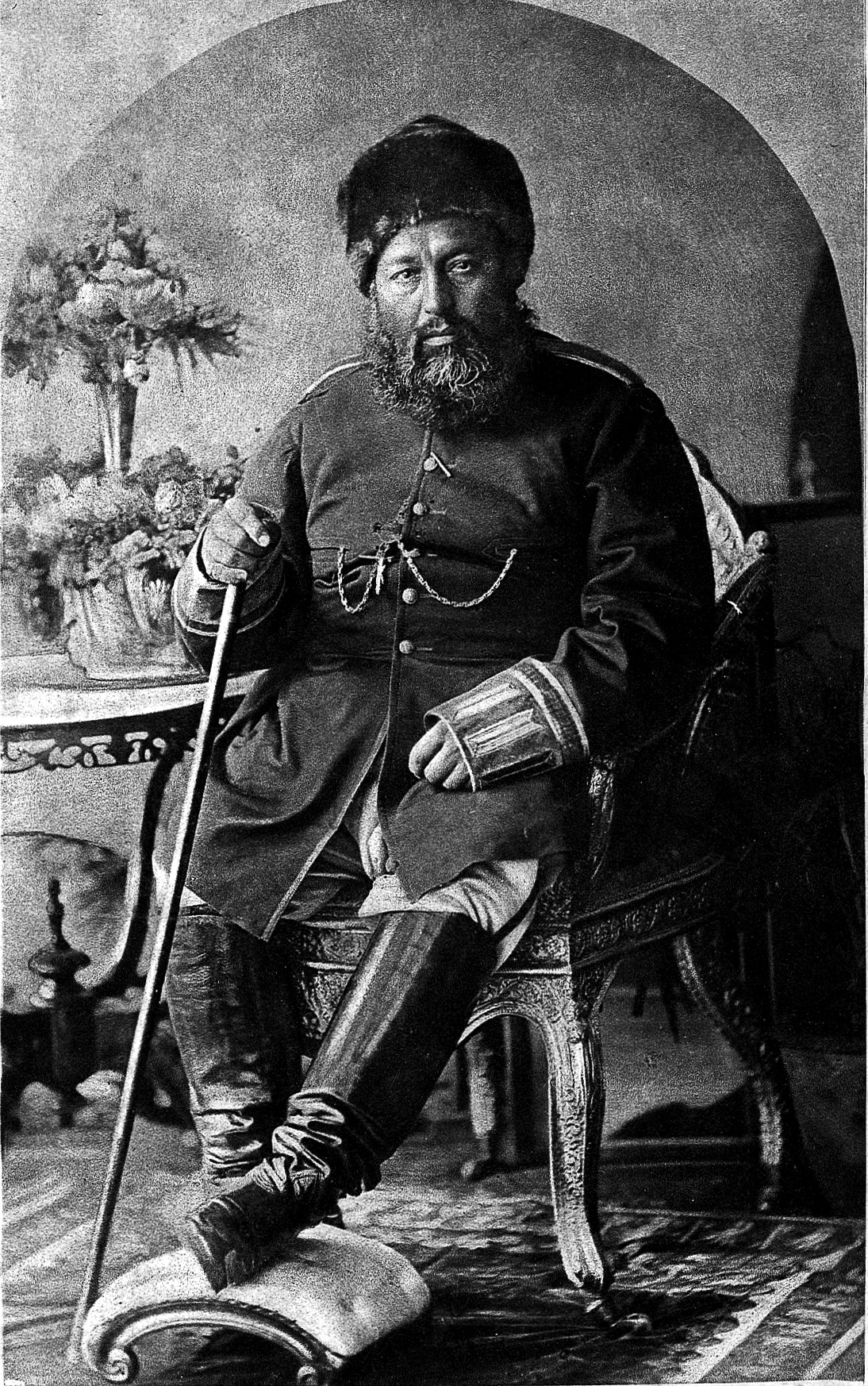
阿布杜尔·拉赫曼汗
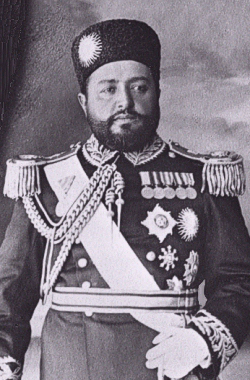
哈比布拉汗
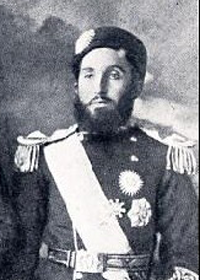
纳斯鲁拉汗
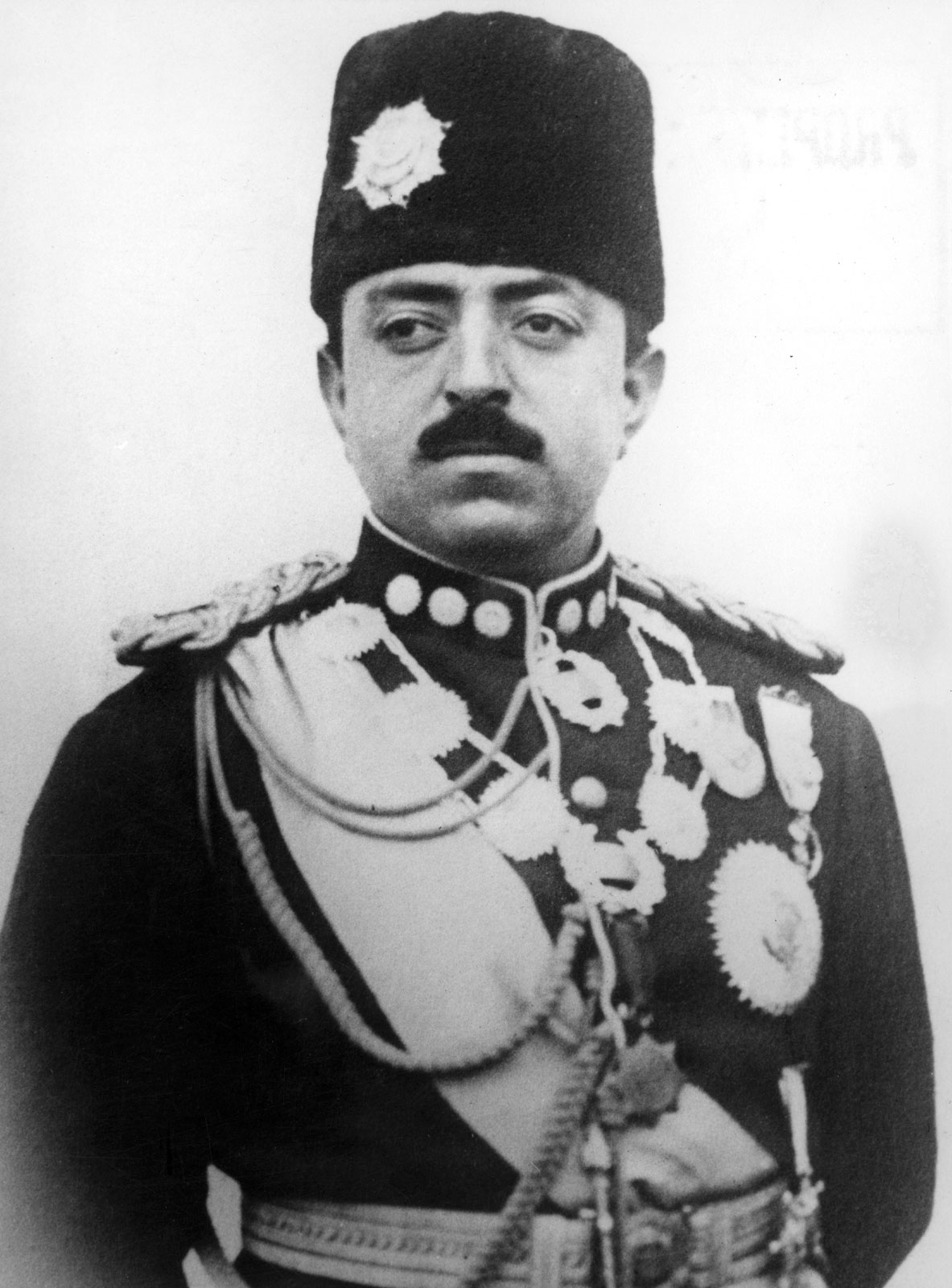
阿曼诺拉汗

### 引用
1. ↑  Balland, D. AFGHĀNISTĀN. In Ehsan Yarshater. 伊朗百科全书 在线版. 美国: 哥伦比亚大学. [2008].